# Institut français de Pondichéry
Pour les articles homonymes, voir IFP.
L'Institut français de Pondichéry (IFP) est un établissement public placé sous la double tutelle du ministère français des Affaires étrangères et du Centre national de la recherche scientifique (UMIFRE 21 CNRS-MEAE). Avec le Centre de sciences humaines (CSH) de New Delhi, il constitue l'unité d'appui à la recherche « savoirs et mondes indiens » du CNRS (USR 3330). Aux termes de l'article 24 du Traité de cession des établissements français de Pondichéry, Karikal, Mahé et Yanaon signé le 28 mai 1956, « l’Institut français de Pondichéry, créé par entente intervenue entre les deux gouvernements depuis l’accord du 21 octobre 1954 et inauguré le 21 mars 1955, sera maintenu comme institution d’enseignement supérieur et de recherches ».
Outil de la diplomatie scientifique française, il contribue à l’étude de la société indienne et à la conservation du patrimoine culturel et naturel de l'Inde : en 2005, la collection des manuscrits shivaïtes de l’IFP s'inscrit au programme « Mémoire du monde » de l’UNESCO. Il se compose de quatre départements (indologie, écologie, sciences sociales et géomatique) et d’une bibliothèque, et accueille plusieurs collections scientifiques.

## Histoire

### Contexte d’indianisme et de post-colonisation
Dans le contexte de la décolonisation britannique de l’Inde, la création de l’IFP correspond à un souhait formulé par les savants français et notamment par les pères fondateurs de l’EFEO (Paul Doumer), d’installer en Inde un grand centre de recherche comparable à l’Asiatic Society of Calcutta, haut lieu de l’orientalisme britannique, créée par William Jones à Calcutta en janvier 1784, et première institution indianiste étrangère fondée sur le sol indien. Les indianistes français de l’EFEO se tournent vers l’Inde alors qu’au même moment ils doivent quitter Hanoi en 1957, ville dans laquelle ils s’étaient finalement installés. Puis, le Ministère des Affaires étrangères et le Ministère de l’Outre-Mer confient alors conjointement à l’indianiste Jean Filliozat la mission d’examiner les possibilités de création d’installation d’un institut en Inde: ce dernier, alors directeur d’études de philologie indienne à l’EPHE, part donc pour l’Inde du 10 octobre 1947 au 30 novembre 1947. Après s’être rendu dans plusieurs grandes villes du pays et avoir pris contact avec différents indianistes, il remet un rapport détaillé dans lequel il explique que Pondichéry constitue le lieu idéal pour implanter un tel centre car elle se trouve « dans une situation centrale par rapport aux foyers intellectuels principaux de la Côte de Coromandel et du sud de la péninsule ». Et c’est en effet créé en vertu du Traité de cession des territoires français de l'Inde de 1954 que l'Institut français de Pondichéry a été inauguré le 20 mars 1955, le premier directeur étant Jean Filliozat,.

### Une ouverture indienne vers la France selon la diplomatie de Nehru

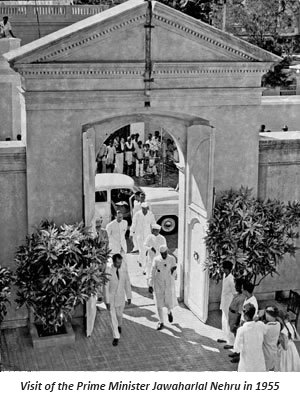
Visite de Jawaharlal Nehru à l'Institut français de Pondichéry en 1955

Au lendemain de la chute du Raj britannique et de l’indépendance de l’Inde, Nehru affiche d’emblée sa volonté de régler pacifiquement la question de l’incorporation des dernières enclaves détenues par les puissances coloniales européennes. Au moment de l’indépendance de l’Inde en août 1947, il ne reste plus que deux puissances coloniales européennes présentes en Inde : la France et ses Établissements français de l’Inde et le Portugal et son Estado da India qui désigne, en 1947, les trois enclaves portugaises restantes en Inde : Goa, Daman et Diu. Si la question de l’intégration de ces derniers reliquats d’empires coloniaux européens à l’Union indienne ne fait pas de doute, Nehru souhaite éviter le conflit direct et privilégie la négociation. Il souhaite construire un pays unifié sur les bases d’une organisation politique en fédération permettant de maintenir la singularité linguistique et culturelle de chacun des futurs Etats, y compris dans ceux qui remplacent les anciens comptoirs coloniaux. Le gouvernement indien en encourageant la création de l’Institut français de Pondichéry fait la promotion du succès de l’approche pacificatrice de son Premier ministre : il dira lui-même, « Pondichéry est peut-être une petite, une très petite partie de l’Inde, elle est le symbole de beaucoup de choses. Elle est devenue le symbole d’une solution amicale obtenue par la négociation ». Nehru revient à Pondichéry dès le 4 octobre 1955 pour constater l’avancée du transfert de l’ancien comptoir français et notamment la mise en place des instruments nécessaires à la préservation de l’identité culturelle de Pondichéry et il choisit de débuter sa visite officielle de la ville en se rendant à l’IFP où l’attend Jean Filliozat: cette visite symbolise l’importance accordée par le Premier ministre indien à l’Institut français de Pondichéry et montre l’attachement de Nehru à la culture française.

### Un bâtiment historique
Le bâtiment abritant l’Institut français de Pondichéry est un ancien édifice colonial situé dans l’ancien quartier Saint-Louis. Bien qu’il s’agisse d’un bâtiment public appartenant autrefois à la Colonie, son architecture, typique des maisons européennes construites en Inde, témoigne d’un passé résidentiel distinctif. Initialement peu urbanisée, la zone accueille en 1726 un cimetière, avant d’être progressivement lotie à partir de 1765. Le négociant Amalric Courbon en acquiert l’ensemble des parcelles en 1778 et la famille Amalric prospère à Pondichéry grâce au commerce intra-asiatique, à ses liens avec des maisons de commerce françaises et, plus tard, à ses activités dans le commerce de main-d’œuvre vers La Réunion et dans l’industrie textile. Le bâtiment actuel aurait été construit en plusieurs phases entre 1780 et 1810. Passé dans le domaine public à la fin du XIXe siècle, il abrite successivement les services du Domaine, le Trésor public et la perception jusqu’en 1954, avant d’être attribué à l’Institut français de Pondichéry.

## Quatre départements de recherche

### Indologie
Dès sa fondation, l’Institut français de Pondichéry (IFP) s’est orienté, sous l’impulsion de son premier directeur Jean Filliozat, vers l’étude de la civilisation indienne, avec une attention particulière portée à l’histoire religieuse et culturelle de l’Inde du Sud. Le département d’indologie s’est donné pour mission l’exploration, la préservation et l’analyse des traditions intellectuelles indiennes, en particulier les traditions religieuses, philosophiques et linguistiques. Le département conserve une importante collection de manuscrits en langues sanskrite et tamoule, consultés dans le cadre de programmes de recherche mobilisant à la fois des chercheurs formés dans les universités occidentales et des spécialistes indiens issus des traditions érudites locales. Cette collaboration étroite permet une approche rigoureuse des textes classiques, notamment dans des domaines tels que le Śaivasiddhānta, la logique indienne, l’histoire de l’art, ou encore l’édition critique et la numérisation des manuscrits. Les projets menés sont réalisés en partenariat avec des institutions indiennes et internationales, et visent à mieux comprendre les corpus savants, leurs contextes de production et leurs transmissions à travers les siècles.

### Écologie
Le département d’écologie de l’Institut français de Pondichéry (IFP) a été officiellement constitué dans les années 1960, en s’appuyant sur une cellule de recherche fondatrice de l’Institut. Il s’est donné pour objectif de documenter les conditions environnementales et leur évolution en Inde du Sud, avec un accent particulier sur les Ghâts occidentaux, reconnus comme l’un des principaux points chauds mondiaux de biodiversité. Les recherches menées au sein du département reposent sur une approche multidisciplinaire et s’articulent autour de quatre domaines principaux : l’écologie forestière, la taxonomie végétale, la paléoécologie et l’étude des services de pollinisation.
Les travaux en écologie forestière portent sur les mécanismes de coexistence des espèces végétales, les stratégies adaptatives des plantes, ainsi que l’impact du changement climatique sur la phénologie dans les forêts tropicales sempervirentes. En taxonomie végétale, l’exploration de la diversité floristique indo-malaisienne s’appuie sur un herbier de référence (HIFP) comptant plus de 27 875 spécimens, représentant environ 4 700 espèces et 257 familles botaniques,.
En paléoécologie, l’analyse de microfossiles végétaux (pollens, phytolithes) permet de reconstituer les environnements passés de l’Inde et d’autres zones tropicales. Par ailleurs, les recherches sur les services de pollinisation s’intéressent à la composition pollinique des ruches d’abeilles indigènes afin d’évaluer leur régime alimentaire et leur résilience face aux changements environnementaux, à l’urbanisation et à la fragmentation des paysages,.

### Sciences sociales
Créé en 1988, le département des sciences sociales de l’Institut français de Pondichéry structure les recherches interdisciplinaires initiées dès les années 1980, notamment dans le domaine du développement rural et de la gestion des ressources naturelles, en lien avec des institutions comme l’université Bordeaux III.Le département regroupe huit disciplines : géographie, sociologie, économie, anthropologie, histoire, archéologie, langue et littérature tamoules, et droit. Elles couvrent des thématiques rurales et urbaines, telles que la transformation des métropoles (Chennai, Hyderabad), la pollution, le patrimoine ou les dynamiques sociales. Depuis 2018, le département développe des projets transversaux en collaboration avec les autres pôles de l’IFP, autour de sujets comme les transformations côtières, le changement climatique, la biodiversité, l’agriculture et les systèmes alimentaires. Il coordonne plus de trente projets, ce qui en fait le plus important de l’Institut. Parmi ses axes émergents, la culture tamoule contemporaine est étudiée à partir de sources écrites et orales pour analyser les mutations sociales et culturelles régionales. Le département accueille également la Social Sciences Winter School in Pondicherry (SSWSP), programme de formation lancé en 2014, qui a formé plus de 400 doctorants avec la participation de 120 chercheurs franco-indiens. Il héberge enfin l’Observatoire des Dynamiques Rurales et des Inégalités en Inde du Sud (ODRIIS), qui analyse les mutations du travail, de l’agriculture, de la finance et des mobilités dans l’Inde contemporaine.

### Géomatique
Le département de géomatique de l’Institut français de Pondichéry (IFP) trouve son origine dans la création, dans les années 1990, du Laboratoire d’informatique appliquée à la géomatique (LIAG), destiné à soutenir les recherches de l’Institut par des outils méthodologiques et technologiques modernes. Il devient un département à part entière en 2022. Ce département développe des recherches appliquées aux interactions entre dynamiques environnementales et organisation sociale, dans une perspective de co-viabilité des écosystèmes et des sociétés. À l’aide de la télédétection satellitaire, des systèmes d’information géographique (SIG) et des technologies de l'information, les chercheurs analysent les transformations des systèmes socio-écologiques à différentes échelles spatiales et temporelles. Les travaux du département s’organisent autour de trois axes principaux : le suivi de l’évolution de la végétation terrestre et côtière (notamment des mangroves), l’évaluation de la vulnérabilité des environnements humains et naturels face aux pressions liées aux changements climatiques et aux activités anthropiques (par exemple sur la côte du Tamil Nadu), et le développement d’outils numériques pour la gestion, l’analyse et le partage des données scientifiques (en particulier en biodiversité et en géographie),. Ce programme de recherche interdisciplinaire vise à produire des connaissances robustes, diffusées à travers des publications scientifiques, des interfaces numériques ouvertes et des collaborations avec les autres départements de l’IFP.

## Diverses collections à l'IFP

### Manuscrits shivaïtes
Deux importantes collections de manuscrits sur feuilles de palme et sur papier sont conservées dans les institutions françaises de recherche à Pondichéry. La collection de l’Institut comporte 8187 liasses de feuilles de palme, 360 codices sur papier et 1144 transcrits (manuscrits sur papier recopiés par des lettrés de l’IFP à partir des années 1950). Les manuscrits, collectés dans le pays tamoul à partir des années 1950, couvrent tous les domaines de la science et des lettres de l’Inde prémoderne. La moitié d’entre eux concernent cependant le culte du dieu Shiva, une des traditions théistes les plus puissantes de l’Inde : l’IFP possède ainsi la plus importante collection mondiale de manuscrits sur le Shaiva Siddhanta, une tradition religieuse qui, au Xe siècle de notre ère, s’est répandue dans toute l’Inde et, au-delà du sous-continent, à l’Est jusqu’au Cambodge. Cette tradition religieuse a constitué pendant plusieurs siècles le courant principal du tantrisme et a influencé toute la tradition théiste indienne. Les textes rassemblés, dont la plus grande partie reste inédite, s’échelonnent entre le VIe siècle de notre ère et l’époque coloniale. Moins nombreux (1662 liasses de feuilles de palme) sont les manuscrits conservés au Centre pondichérien de l’École française d’Extrême-Orient (EFEO). Ils appartiennent à une seule collection provenant de l’extrême Sud de l’Inde (district de Tirunelveli). Plus d’un tiers (650 liasses environs) de ces manuscrits concerne le dieu Vishnu.
Son importance a été reconnue en 2005 par l’UNESCO : suite à une demande conjointe de l’IFP, l’EFEO et la National Manuscripts Mission (agence gouvernementale indienne), cette collection est désormais inscrite au Registre de la « Mémoire du Monde » de cette institution.

### Archives photographiques
Les archives photographiques de l’Institut français de Pondichéry (IFP) ont été constituées en 1956 dans le but de documenter l’art religieux de l’Inde du Sud. Elles constituent aujourd’hui l’un des fonds visuels les plus riches sur le patrimoine artistique et architectural de la région, avec plus de 160 000 clichés.La collection couvre principalement la seconde moitié du XXe siècle et porte sur une grande diversité de sujets : sculptures en pierre et en bronze, peintures murales, détails architecturaux de temples, sculptures en bois de chars processionnels, bijoux, objets d’art, ainsi que des vues de paysages urbains, notamment à Pondichéry. Elle inclut également des sites majeurs comme Ajanta et Ellora. Les photographies, principalement argentiques, sont conservées avec soin dans des tiroirs en bois accompagnés de fiches d’indexation précises. Un travail de numérisation progressif est en cours pour garantir leur préservation et faciliter leur consultation. Ces archives représentent une ressource essentielle pour les chercheurs en histoire de l’art, en indologie et en patrimoine, et participent activement à la sauvegarde de la mémoire visuelle de l’Inde du Sud,.

### Bibliothèque
L'IFP dispose également d'une bibliothèque pluridisciplinaire. Ce centre rassemble des données spécialisées issues des recherches menées à l'IFP, enrichies chaque année grâce à une politique d'acquisition dynamique. Riche d'environ 70 000 ouvrages, la bibliothèque est ouverte au public selon un règlement défini par l'IFP.

## Direction
L'établissement a eu plusieurs directeurs depuis sa création en 1955 :
- 1955-1977 : Jean Filliozat
- 1978-1988 : Pierre Legris
- 1988-1991 : Jean-Pierre Pascal
- 1991-1993 : Jacques Pouchepadass
- 1994-1997 : François Houllier
- 1998-2002 : Denis Depommier
- 2003-2008 : Jean Pierre Muller
- 2008-2012 : Vêlayoudom Marimoutou
- 2012-2016 : Pierre Grard
- 2016-2020 : Frédéric Landy
- 2020-2024 : Blandine Ripert
- 2024-2028 : Renaud Colson